# Riki Harakawa
Riki Harakawa (japonsky 原川 力, * 18. srpna 1993) je japonský fotbalista.

## Klubová kariéra
Hrával za Kyoto Sanga FC, Ehime FC, Kawasaki Frontale a Sagan Tosu.

## Reprezentační kariéra
S japonskou reprezentací se zúčastnil Letních olympijských her 2016.